# اس‌تی‌اس-۱۱۸
اس‌تی‌اس-۱۱۸ (انگلیسی: STS-118) یکی از ماموریت‌های برنامه شاتل‌های فضایی بود که در تاریخ ۸ اوت ۲۰۰۷ از پایگاه فضایی کندی به مقصد ایستگاه فضایی بین‌المللی پرتاب شد. این مأموریت توسط شاتل اندور انجام گرفت و بخشی از پروژه مونتاژ ایستگاه فضایی بین‌المللی بود.